# ラッセル・マーティン
ラッセル・ネイサン・コルトレーン・ジャンソン・マーティン・ジュニア（Russell Nathan Coltrane Jeanson Martin, Jr., 1983年2月15日 - ）は、カナダ連邦オンタリオ州イーストヨーク出身の元プロ野球選手（捕手）。右投右打。
姓はマーチンと表記されることもある。愛称はマッスル。

## 経歴

### プロ入り前
オンタリオ州イーストヨークで1983年、アフリカ系カナダ人の父とフランス系カナダ人の母の間に誕生。父はサクソフォーン奏者で、ミドルネームの "コルトレーン" はジョン・コルトレーンに由来する。マーティンがまだ幼少のころに両親が別居状態となり、マーティンは父と暮らすことになる。マーティンは何度も移住を経験、8歳から10歳まではフランスのパリにも住んでいた。
両親の離婚が成立した後はケベック州モントリオールに落ち着く。15歳まではアイスホッケーもプレーしていたが、ポリバレント・エドゥアード・モンプティ高等学校入学後は野球で頭角を現し始めた。2000年のMLBドラフト35巡目(全体1035位)で地元のモントリオール・エクスポズ(現：ワシントン・ナショナルズ)から指名されたが、契約を結ばす、アメリカ合衆国フロリダ州のチポラ大学へ奨学生として進学。野球部では三塁手としてプレーしていた。

### プロ入りとドジャース時代
2002年のMLBドラフト17巡目（全体511位）でロサンゼルス・ドジャースから指名され、6月13日に契約。契約後、傘下のルーキー級ガルフ・コーストリーグ・ドジャースでプロデビュー。41試合に出場して打率.286、10打点、7盗塁を記録した。
2003年はA級サウスジョージア・ウェーブスでプレー後、パイオニアリーグのルーキー級オグデン・ラプターズでプレー。A級サウスジョージアでは三塁のほか、外野手として計25試合でプレーしたが、ルーキー級オグデンでは「大学時代に18試合から20試合は経験した」という捕手へ転向し、52試合に出場して打率.271、6本塁打、36打点、3盗塁を記録した。
2004年はA+級ベロビーチ・ドジャースでプレーし、122試合に出場して打率.250、15本塁打、64打点、9盗塁を記録した。オフの11月23日にドジャースとメジャー契約を結び、40人枠入りを果たした。
2005年はAA級ジャクソンビル・サンズでプレーし、129試合に出場して打率.311、9本塁打、61打点、15盗塁と好成績を残した。6月にはチームが所属するサザンリーグのオールスターに選出され、さらにチームの同リーグ優勝にも貢献。若手有望株として育ったが、ドジャースは1歳年下のディオナー・ナバーロの方に期待をかけており、ナバーロは翌年サンディー・アロマー・ジュニアから指導を受けるなど英才教育を施されていた。
2006年2月20日にドジャースと1年契約に合意。第1回ワールド・ベースボール・クラシック（WBC）のカナダ代表に招集されていたが、開幕捕手の座をナバーロやアロマーと争うことになるなど、大事な時期であったため辞退した。4月1日にAAA級ラスベガス・フィフティワンズへ配属され、開幕を迎えた。5月5日にナバーロが故障したためメジャーに昇格し、同日のミルウォーキー・ブルワーズ戦でメジャーデビュー。8番・捕手として先発起用され、4打数2安打2打点と活躍。その後ナバーロは故障から復帰する前に、6月27日にトレードでタンパベイ・デビルレイズへ移籍。このトレードで新たに加入した同じ捕手のトビー・ホールに対してもマーティンがポジションを譲ることはなく、シーズン終了まで確保した。この年は121試合に出場して打率.282、10本塁打、65打点、10盗塁を記録した。マーティンが先発した試合でドジャースは勝率.623を記録し、新人捕手史上3人目の10本塁打・10盗塁を記録。シーズン終了後、マーティンは新人王投票で9位に入った。
2007年3月3日にドジャースと1年契約に合意。開幕ロースター入りし、前半戦85試合で打率.306、11本塁打、60打点、16盗塁と活躍した。7月にはオールスターのファン投票ではメジャー2年目ながら捕手部門最多得票となり、カナダ人捕手としては初のオールスター選出を果たした。この年は151試合に出場して打率.293、19本塁打、87打点、21盗塁を記録した。1999年のイバン・ロドリゲスしか達成していない "捕手の20本塁打・20盗塁" にあと一歩まで迫った。盗塁数は、ジョン・ローズボロが保持していた捕手の盗塁数球団記録を45年ぶりに更新した。オフの11月6日にゴールドグラブ賞を受賞し、11月9日にはシルバースラッガー賞を受賞した。
2008年2月28日にドジャースと50万ドルの1年契約に合意。前半戦93試合で打率.294、10本塁打、45打点、10盗塁と結果を残し、7月に2年連続でオールスターに選出された。この年は155試合に出場して打率.280、13本塁打、69打点、18盗塁を記録した。
2009年1月20日にドジャースと390万ドルの1年契約に合意。2月には第2回WBCのカナダ代表に招集され、靭帯を痛めているにもかかわらず出場を決めた。地元カナダのロジャース・センターで開催された第1ラウンドで2番・捕手として先発出場したが初戦から2連敗して敗退した。

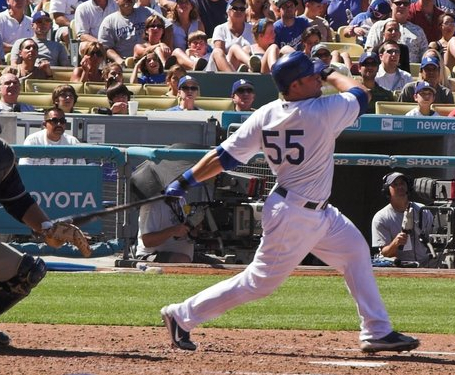
打席でのマーティン

シーズン開幕後は打撃不振に陥り、監督のジョー・トーリに「実力通りの打撃ができないことで、マーティンは精神的に参っている」と2試合連続で先発から外されることもあった。この年は143試合に出場して打率.250、7本塁打、53打点、11盗塁を記録した。
2010年1月19日にドジャースと505万ドルの1年契約に合意。開幕後は打撃低迷が続き、前半戦終了時点での成績は81試合で打率.244、5本塁打、22打点、OPS.679。チーム首脳はマーティン不振の原因を「遊びすぎ」にあるとみなしているようで、シーズン終了後の契約延長を拒否する可能性も取り沙汰されるようになった。後半戦も調子が上向かないまま、8月3日のサンディエゴ・パドレス戦で走者として本塁へ滑り込んだ際に臀部を亜脱臼し、8月4日に15日間の故障者リスト入りした。9月7日に60日間の故障者リスト入りへ異動し、そのままシーズンを終えた。オフの契約更改でドジャースは420万ドル+出来高150万ドルの1年契約を提示したが、マーティンは500万ドル+100万ドルを要求。この要求をドジャースが拒否したため交渉は決裂し、12月2日にノンテンダーFAとなった。

### ヤンキース時代

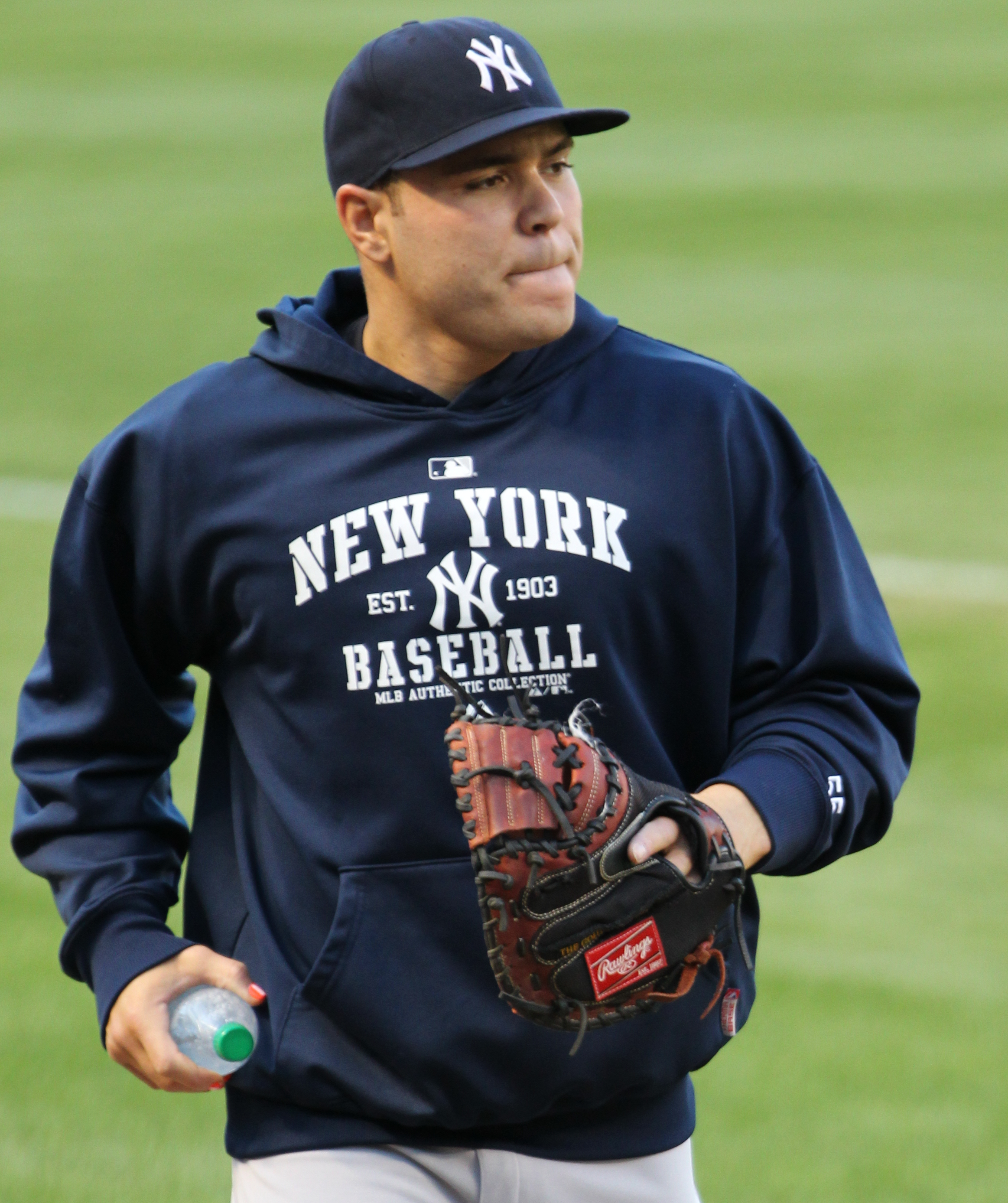
ヤンキース時代（2011年4月23日）

2010年12月16日にヤンキースと200万ドルの1年契約を結んだ。背番号は松井秀喜が2009年まで7年間着けていた「55」となった。
2011年は前年まで正捕手だったホルヘ・ポサダが一塁手へ転向したため、開幕から正捕手として起用された。8月25日のオークランド・アスレチックス戦では、メジャー史上初の1球団による1試合3満塁本塁打を記録。両チーム合わせて3満塁本塁打は1986年と1987年に1度ずつ記録している。内訳は、5回裏にロビンソン・カノ、6回裏にマーティン、8回裏にカーティス・グランダーソン。試合は22-9でヤンキースの勝利。この年は125試合に出場して打率.237、18本塁打、65打点、8盗塁を記録した。
2012年1月24日にヤンキースと750万ドルの1年契約に合意。スプリングトレーニング中にはブライアン・キャッシュマンGMから総額2000万ドルの3年契約を提示されたが、受け入れなかった。この年は133試合に出場して打率.211、21本塁打、53打点、6盗塁を記録した。オフの10月29日にFAとなった。

### パイレーツ時代

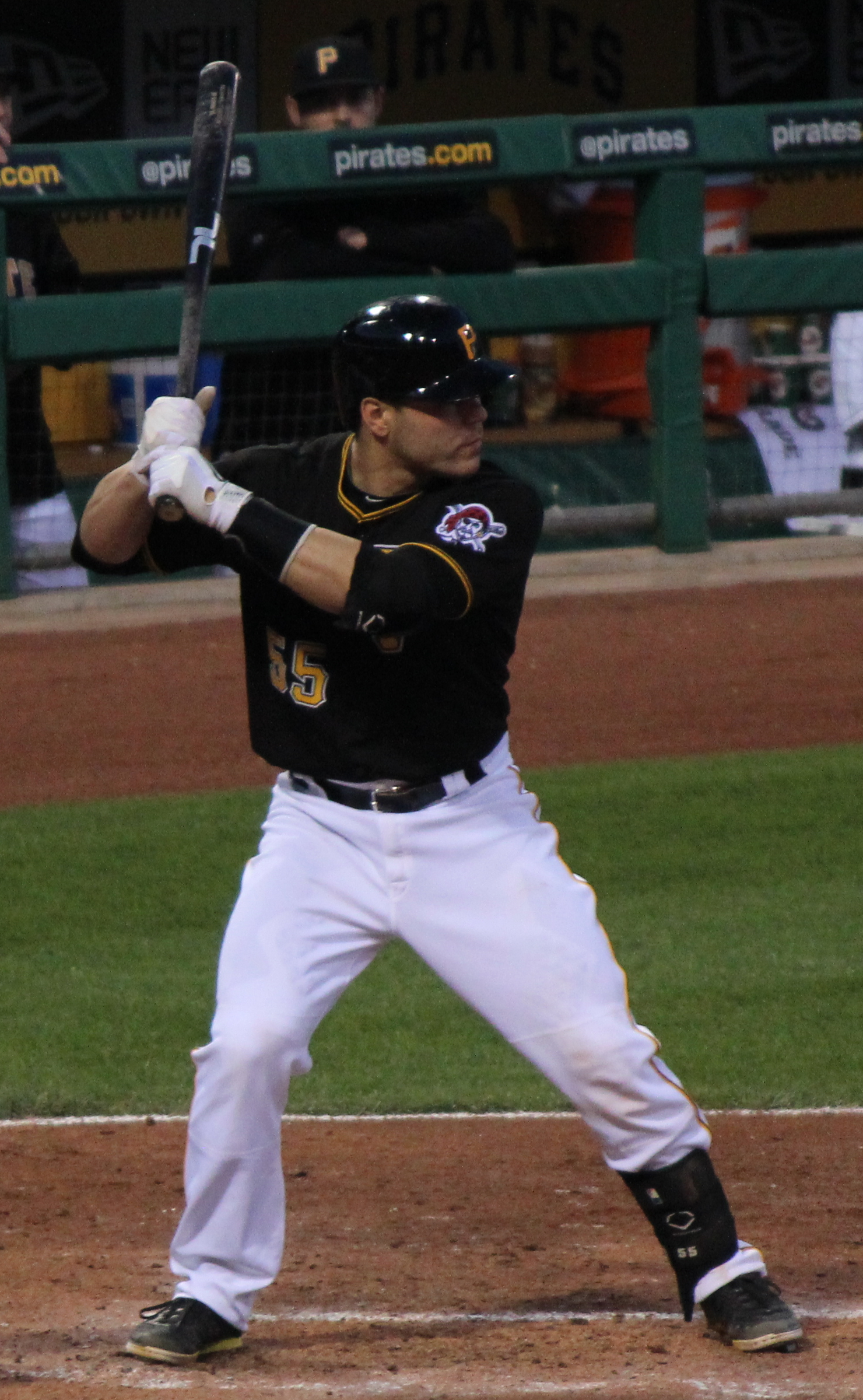
ピッツバーグ・パイレーツ時代
(2013年5月3日)

2012年11月30日にピッツバーグ・パイレーツと1700万ドルの2年契約（契約金200万ドル）を結んだ。
2013年は前年オフに正捕手のロッド・バラハスが退団したため、開幕から正捕手として起用された。この年は127試合に出場して打率.226、15本塁打、55打点、9盗塁を記録した。
2014年は前年ヤンキースで正捕手を務めたクリス・スチュワートが加入したが、スチュワートが故障で開幕前に離脱したため、この年も正捕手として起用された。4月20日のブルワーズ戦で、3回にブルワーズのカルロス・ゴメスが中堅方向へ大飛球を放ち、ゴメスは本塁打と確信し、ゆっくりと走っていたが打球はフェンスに直撃。ゴメスは三塁へ進んだが、パイレーツの選手から野次が飛び、乱闘騒ぎに発展。乱闘騒ぎに参加したとして、4月23日にマーティンはMLB機構から1試合の出場停止処分を受けたが、処分に不服として異議申し立てを行った。4月26日に左ハムストリングの故障で15日間の故障者リスト入りした。5月9日に処分は変わらず、1試合の出場停止処分となった。5月22日に故障者リストから復帰したが、出場停止のため5月23日のワシントン・ナショナルズ戦から出場となった。スチュワートの復帰後も正捕手のポジションを確保し、この年は111試合に出場して打率.290、11本塁打、67打点、4盗塁を記録した。オフの10月30日にFAとなった。パイレーツは1530万ドルのクオリファイング・オファーを提示したが、11月10日に拒否した。

### ブルージェイズ時代
2014年11月18日にトロント・ブルージェイズと総額8200万ドルの5年契約を結んだ。
2015年は、前年比 + 18となる129試合に出場し、2年ぶりに規定打席に到達した。打率を.050も下げて.240となったほか、三振も100を超えたが、自己最多の23本塁打・同2位の77打点を記録した。また、4年ぶりとなるオールスターのメンバーにも選出されている（試合には代打で出場）。
2016年は、ここ7シーズンでは最多となる137試合に出場し、2年連続で規定打席に到達。打率は.231と低く、148三振と粗さが目立ったが、20本塁打・74打点をマークした。オフの12月5日に第4回WBCのカナダ代表に選出されたが、最終発表で代表から外された。
2017年7月30日のロサンゼルス・エンゼルス戦で通算1500試合出場を果たした。8月11日のパイレーツ戦で負傷して途中退場し、MRI検査を受けた結果、故障者リストに登録された。その影響で91試合の出場に留まった。
2018年は内野陣に故障者が相次ぐ中、5月26日のフィラデルフィア・フィリーズ戦で35歳ながら自身初となる遊撃でスタメン出場を果たした。捕手と遊撃は守備の中でも負担の大きいポジションとされており、35歳という年齢と捕手が遊撃を守ることは珍事となり、35歳が試合で初めて遊撃を守るのは1982年7月31日のダレル・エバンス以来となった。メジャーで捕手と遊撃の両方で出場するのは1991年のデイブ・コクラン以来、史上2人目の快挙であった。またコクランは捕手ではなくユーティリティプレイヤーであった為、捕手として遊撃を守ったのはMLB史上初となった。6月20日に捕手として11年目で11000刺殺を達成した。守備で数々の記録を残す一方で、この年は最も打棒が振るわず打率.194、10本塁打、25打点だった。9月30日で行われたシーズン最終試合では、監督を初体験した。

### ドジャース復帰
2019年年1月11日にアンドリュー・ソプコ・ロニー・ブリトーとのトレードで9年ぶりにドジャース復帰を果たした。今シーズンの年俸である2000万ドルをドジャース側が一部（360万ドル）肩代わりすることで同意された。このシーズンは83試合に出場し、打率.220・6本塁打・20打点という成績であった。
なお、このシーズンでは4試合に野手登板し、4イニングスを無失点に抑えており、被打率も.077を記録。
2022年5月28日に現役引退を表明した。

## 選手としての特徴

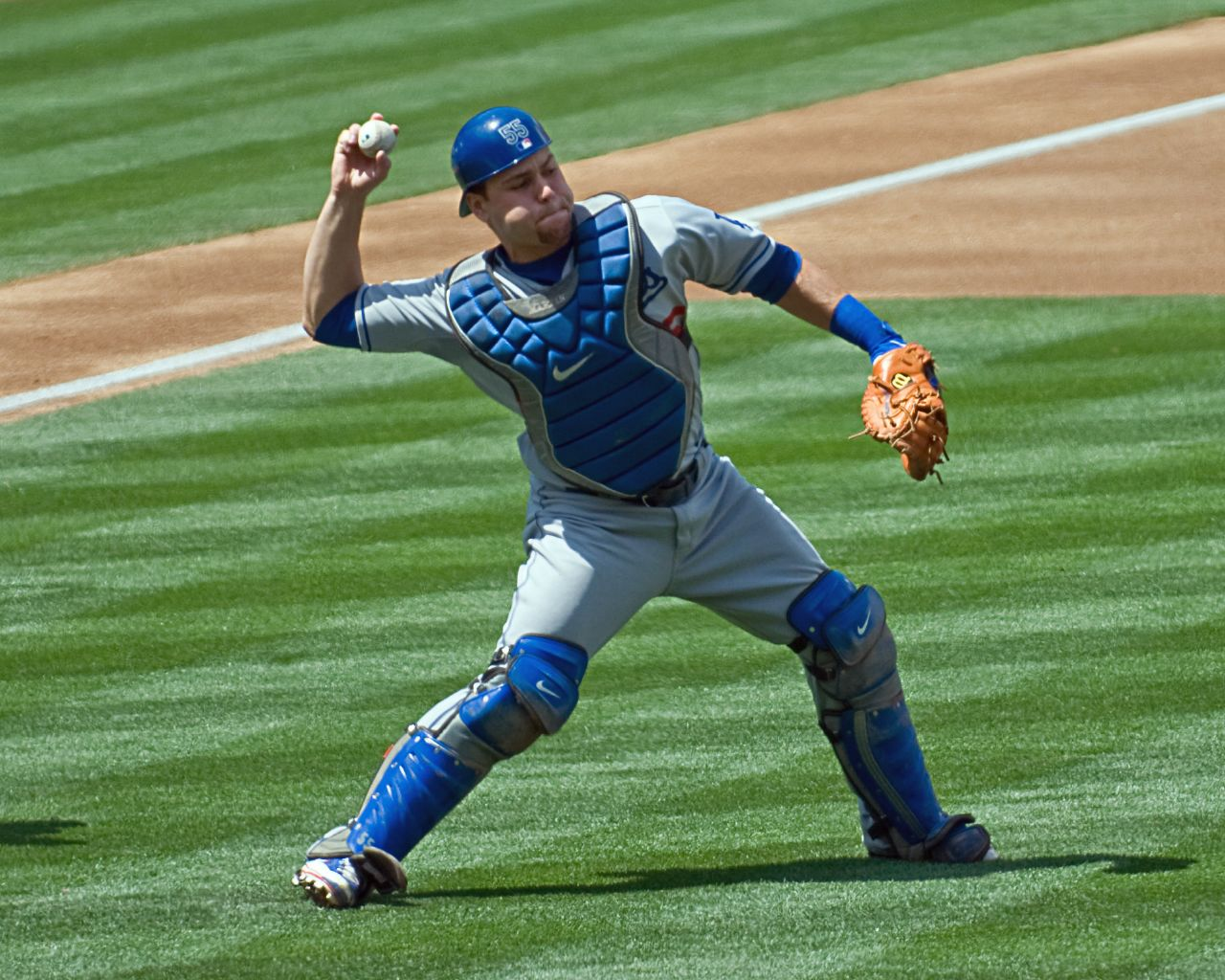
守備に就くマーティン

メジャーリーグの捕手としては小柄だが、マーティンは特に守備面で内外から高い評価を受けている。投手の長所を存分に発揮させるタイプの配球で、デレク・ロウによれば「ベテランの投手が首を振っても、頑固に同じサインを出し続けたりする」こともあるという。また、目が悪くコンタクトレンズを使用している斎藤隆のために、色の付いたテープを指に巻いてサインを見やすくするなど、細やかな気配りも忘れない。こうしたことからドジャースのチームメイトはリード、そして責任感の強さに信頼を置いていた。
捕球もミットがブレず、黒田博樹は「すごくうまい」と語っている。盗塁阻止率もデビューからの5年間で31.5％と悪くはない。これらの総合力の高さから相手球団もマーティンを高く評価しており、2007年に『ベースボール・アメリカ』が行ったナショナルリーグ各球団監督へのアンケートでは、マーティンは2年目にして「最も守備のいい捕手」部門で1位となった。ただ、送球が不安定という欠点もある。2010年までの5年間で捕手として記録した48失策のうち44失策が送球エラーで、特に2007年に記録した14失策は全てがそれだった。

## 人物
英語とフランス語のバイリンガルである。

## 詳細情報

### 年度別打撃成績
| 年 度     | 球 団     | 試 合 | 打 席 | 打 数 | 得 点 | 安 打 | 二 塁 打 | 三 塁 打 | 本 塁 打 | 塁 打 | 打 点 | 盗 塁 | 盗 塁 死 | 犠 打 | 犠 飛 | 四 球 | 敬 遠 | 死 球 | 三 振 | 併 殺 打 | 打 率 | 出 塁 率 | 長 打 率 | O P S |
| --------- | --------- | ----- | ----- | ----- | ----- | ----- | -------- | -------- | -------- | ----- | ----- | ----- | -------- | ----- | ----- | ----- | ----- | ----- | ----- | -------- | ----- | -------- | -------- | ----- |
| 2006      | LAD       | 121   | 468   | 415   | 65    | 117   | 26       | 4        | 10       | 181   | 65    | 10    | 5        | 1     | 3     | 45    | 8     | 4     | 57    | 17       | .282  | .355     | .436     | .792  |
| 2007      | LAD       | 151   | 620   | 540   | 87    | 158   | 32       | 3        | 19       | 253   | 87    | 21    | 9        | 0     | 6     | 67    | 1     | 7     | 89    | 16       | .293  | .374     | .469     | .843  |
| 2008      | LAD       | 155   | 650   | 553   | 87    | 155   | 25       | 0        | 13       | 219   | 69    | 18    | 6        | 0     | 2     | 90    | 8     | 5     | 83    | 16       | .280  | .385     | .396     | .781  |
| 2009      | LAD       | 143   | 588   | 505   | 63    | 126   | 19       | 0        | 7        | 166   | 53    | 11    | 6        | 2     | 1     | 69    | 9     | 11    | 80    | 18       | .250  | .352     | .329     | .680  |
| 2010      | LAD       | 97    | 387   | 331   | 45    | 82    | 13       | 0        | 5        | 110   | 26    | 6     | 2        | 1     | 3     | 48    | 7     | 4     | 61    | 7        | .248  | .347     | .332     | .679  |
| 2011      | NYY       | 125   | 476   | 417   | 57    | 99    | 17       | 0        | 18       | 170   | 65    | 8     | 2        | 1     | 3     | 50    | 1     | 5     | 81    | 19       | .237  | .324     | .408     | .732  |
| 2012      | NYY       | 133   | 485   | 422   | 50    | 89    | 18       | 0        | 21       | 170   | 53    | 6     | 1        | 2     | 0     | 53    | 0     | 8     | 95    | 13       | .211  | .311     | .403     | .713  |
| 2013      | PIT       | 127   | 506   | 438   | 51    | 99    | 21       | 0        | 15       | 165   | 55    | 9     | 5        | 1     | 1     | 58    | 2     | 8     | 108   | 13       | .226  | .327     | .377     | .703  |
| 2014      | PIT       | 111   | 460   | 379   | 45    | 110   | 20       | 0        | 11       | 163   | 67    | 4     | 4        | 2     | 5     | 59    | 5     | 15    | 78    | 16       | .290  | .402     | .430     | .832  |
| 2015      | TOR       | 129   | 507   | 441   | 76    | 106   | 23       | 2        | 23       | 202   | 77    | 4     | 5        | 0     | 5     | 53    | 1     | 8     | 106   | 22       | .240  | .329     | .458     | .787  |
| 2016      | TOR       | 137   | 535   | 455   | 62    | 105   | 16       | 0        | 20       | 181   | 74    | 2     | 1        | 1     | 5     | 64    | 1     | 10    | 148   | 12       | .231  | .335     | .398     | .733  |
| 2017      | TOR       | 91    | 365   | 307   | 49    | 68    | 12       | 0        | 13       | 119   | 35    | 1     | 2        | 1     | 0     | 50    | 0     | 7     | 83    | 13       | .253  | .350     | .403     | .753  |
| 2018      | TOR       | 90    | 352   | 289   | 37    | 56    | 8        | 0        | 10       | 94    | 25    | 0     | 3        | 0     | 0     | 56    | 0     | 7     | 82    | 7        | .194  | .338     | .325     | .663  |
| 2019      | LAD       | 83    | 249   | 209   | 29    | 46    | 5        | 0        | 6        | 69    | 20    | 1     | 0        | 0     | 2     | 30    | 3     | 8     | 60    | 1        | .220  | .337     | .330     | .667  |
| MLB：14年 | MLB：14年 | 1693  | 6648  | 5701  | 803   | 1416  | 255      | 9        | 191      | 2262  | 771   | 101   | 51       | 12    | 36    | 792   | 46    | 107   | 1211  | 190      | .248  | .349     | .397     | .746  |

- 2019年度シーズン終了時

### 年度別守備成績
| 年 度 | 球 団 | 捕手（C） | 捕手（C） | 捕手（C） | 捕手（C） | 捕手（C） | 捕手（C） | 捕手（C） | 捕手（C） | 捕手（C） | 捕手（C） | 捕手（C） | 二塁（2B） | 二塁（2B） | 二塁（2B） | 二塁（2B） | 二塁（2B） | 二塁（2B） | 三塁（3B） | 三塁（3B） | 三塁（3B） | 三塁（3B） | 三塁（3B） | 三塁（3B） | 遊撃（SS） | 遊撃（SS） | 遊撃（SS） | 遊撃（SS） | 遊撃（SS） | 遊撃（SS） | 左翼（LF） | 左翼（LF） | 左翼（LF） | 左翼（LF） | 左翼（LF） | 左翼（LF） | 右翼（RF） | 右翼（RF） | 右翼（RF） | 右翼（RF） | 右翼（RF） | 右翼（RF） |
| 年 度 | 球 団 | 試 合     | 刺 殺     | 補 殺     | 失 策     | 併 殺     | 守 備 率  | 捕 逸     | 企 図 数  | 許 盗 塁  | 盗 塁 刺  | 阻 止 率  | 試 合      | 刺 殺      | 補 殺      | 失 策      | 併 殺      | 守 備 率   | 試 合      | 刺 殺      | 補 殺      | 失 策      | 併 殺      | 守 備 率   | 試 合      | 刺 殺      | 補 殺      | 失 策      | 併 殺      | 守 備 率   | 試 合      | 刺 殺      | 補 殺      | 失 策      | 併 殺      | 守 備 率   | 試 合      | 刺 殺      | 補 殺      | 失 策      | 併 殺      | 守 備 率   |
| ----- | ----- | --------- | --------- | --------- | --------- | --------- | --------- | --------- | --------- | --------- | --------- | --------- | ---------- | ---------- | ---------- | ---------- | ---------- | ---------- | ---------- | ---------- | ---------- | ---------- | ---------- | ---------- | ---------- | ---------- | ---------- | ---------- | ---------- | ---------- | ---------- | ---------- | ---------- | ---------- | ---------- | ---------- | ---------- | ---------- | ---------- | ---------- | ---------- | ---------- |
| 2006  | LAD   | 177       | 788       | 62        | 6         | 8         | .993      | 5         | 103       | 71        | 32        | .311      | -          | -          | -          | -          | -          | -          | -          | -          | -          | -          | -          | -          | -          | -          | -          | -          | -          | -          | -          | -          | -          | -          | -          | -          | -          | -          | -          | -          | -          | -          |
| 2007  | LAD   | 145       | 1065      | 85        | 14        | 11        | .988      | 5         | 123       | 82        | 41        | .333      | -          | -          | -          | -          | -          | -          | -          | -          | -          | -          | -          | -          | -          | -          | -          | -          | -          | -          | -          | -          | -          | -          | -          | -          | -          | -          | -          | -          | -          | -          |
| 2008  | LAD   | 149       | 1042      | 65        | 11        | 8         | .990      | 6         | 93        | 70        | 23        | .247      | -          | -          | -          | -          | -          | -          | 11         | 2          | 21         | 3          | 3          | .885       | -          | -          | -          | -          | -          | -          | -          | -          | -          | -          | -          | -          | -          | -          | -          | -          | -          | -          |
| 2009  | LAD   | 137       | 1039      | 87        | 7         | 9         | .994      | 3         | 107       | 74        | 33        | .308      | -          | -          | -          | -          | -          | -          | 1          | 0          | 0          | 0          | 0          | ----       | -          | -          | -          | -          | -          | -          | -          | -          | -          | -          | -          | -          | -          | -          | -          | -          | -          | -          |
| 2010  | LAD   | 83        | 681       | 59        | 10        | 2         | .987      | 5         | 70        | 43        | 27        | .386      | -          | -          | -          | -          | -          | -          | -          | -          | -          | -          | -          | -          | -          | -          | -          | -          | -          | -          | -          | -          | -          | -          | -          | -          | -          | -          | -          | -          | -          | -          |
| 2011  | NYY   | 125       | 866       | 96        | 10        | 8         | .990      | 4         | 135       | 95        | 40        | .296      | 1          | 1          | 0          | 0          | 0          | 1.000      | 3          | 0          | 1          | 1          | 0          | .500       | -          | -          | -          | -          | -          | -          | -          | -          | -          | -          | -          | -          | -          | -          | -          | -          | -          | -          |
| 2012  | NYY   | 128       | 924       | 61        | 6         | 3         | .994      | 9         | 83        | 63        | 20        | .241      | -          | -          | -          | -          | -          | -          | -          | -          | -          | -          | -          | -          | -          | -          | -          | -          | -          | -          | -          | -          | -          | -          | -          | -          | -          | -          | -          | -          | -          | -          |
| 2013  | PIT   | 120       | 885       | 103       | 2         | 6         | .998      | 4         | 89        | 53        | 36        | .404      | -          | -          | -          | -          | -          | -          | 3          | 3          | 3          | 0          | 0          | 1.000      | -          | -          | -          | -          | -          | -          | -          | -          | -          | -          | -          | -          | 1          | 1          | 0          | 0          | 0          | 1.000      |
| 2014  | PIT   | 107       | 785       | 90        | 5         | 7         | .994      | 3         | 96        | 59        | 37        | .385      | -          | -          | -          | -          | -          | -          | -          | -          | -          | -          | -          | -          | -          | -          | -          | -          | -          | -          | -          | -          | -          | -          | -          | -          | -          | -          | -          | -          | -          | -          |
| 2015  | TOR   | 177       | 799       | 70        | 4         | 6         | .995      | 19        | 72        | 40        | 32        | .444      | 2          | 0          | 1          | 0          | 0          | 1.000      | -          | -          | -          | -          | -          | -          | -          | -          | -          | -          | -          | -          | -          | -          | -          | -          | -          | -          | -          | -          | -          | -          | -          | -          |
| 2016  | TOR   | 127       | 989       | 55        | 4         | 3         | .996      | 9         | 72        | 61        | 11        | .153      | 1          | 0          | 1          | 0          | 0          | 1.000      | 1          | 1          | 0          | 0          | 0          | 1.000      | -          | -          | -          | -          | -          | -          | -          | -          | -          | -          | -          | -          | -          | -          | -          | -          | -          | -          |
| 2017  | TOR   | 83        | 646       | 41        | 3         | 3         | .996      | 3         | 60        | 48        | 12        | .200      | -          | -          | -          | -          | -          | -          | 10         | 5          | 16         | 0          | 1          | 1.000      | -          | -          | -          | -          | -          | -          | -          | -          | -          | -          | -          | -          | -          | -          | -          | -          | -          | -          |
| 2018  | TOR   | 71        | 591       | 38        | 5         | 4         | .992      | 3         | 74        | 58        | 16        | .216      | -          | -          | -          | -          | -          | -          | 21         | 11         | 36         | 2          | 2          | .959       | 3          | 1          | 1          | 0          | 0          | 1.000      | 1          | 2          | 0          | 0          | 0          | 1.000      | -          | -          | -          | -          | -          | -          |
| 2019  | LAD   | 60        | 512       | 29        | 2         | 0         | .996      | 7         | 28        | 23        | 5         | .179      | -          | -          | -          | -          | -          | -          | 7          | 1          | 7          | 0          | 1          | 1.000      | -          | -          | -          | -          | -          | -          | -          | -          | -          | -          | -          | -          | -          | -          | -          | -          | -          | -          |
| MLB   | MLB   | 1579      | 11612     | 941       | 89        | 78        | .993      | 85        | 1205      | 840       | 365       | .303      | 4          | 1          | 2          | 0          | 0          | 1.000      | 57         | 22         | 85         | 6          | 7          | .947       | 3          | 1          | 1          | 0          | 0          | 1.000      | 1          | 2          | 0          | 0          | 0          | 1.000      | 1          | 1          | 0          | 0          | 0          | 1.000      |

- 2019年度シーズン終了時
- 各年度の太字はリーグ最高
- 各年度の太字年はゴールドグラブ賞受賞

### 表彰
- シルバースラッガー賞（捕手部門）：1回（2007年）
- ゴールドグラブ賞（捕手部門）：1回（2007年）

### 記録
- MLBオールスターゲーム選出：4回（2007年、2008年、2011年、2015年）

- 2006年6月6日のニューヨーク・メッツ戦では、マーティンはエリック・ガニエとバッテリーを組んだ。これはメジャーリーグ史上初のフランス系カナダ人バッテリーだった[59]。この2人は出身高校も同じポリバレント・エドゥアール＝モンプティ高校であるが、在校期間は重なっていない。
- 2006年9月18日のパドレス戦で記録された、メジャーリーグ史上42年ぶり4度目の4者連続本塁打の一員となっている[60]。この試合の9回裏に、まずジェフ・ケントとJ・D・ドリューが連続本塁打。続いて打席に立ったマーティンの打球も外野フェンスを越え、さらにマーティンの次に打席に立ったマーロン・アンダーソン（英語版）も本塁打を放って、4者連続本塁打が完成した。
- 2011年8月25日のオークランド・アスレチックス戦で記録された、メジャーリーグ史上初の1試合1チーム3満塁本塁打の一員となっている[61]。マーティンは、5回裏に満塁本塁打を放ったロビンソン・カノに続いて、6回裏に満塁本塁打を放った。その後、8回裏にカーティス・グランダーソンが満塁本塁打を放ち、記録が樹立された。

### 背番号
- 55（2006年 - 2019年）

### 代表歴
- 2009 ワールド・ベースボール・クラシック・カナダ代表